# سيباستيان هامل
سيباستيان هامل (بالفرنسية: Sébastien Hamel)‏ هو لاعب كرة قدم فرنسي، ولد في 20 نوفمبر 1975 في أرباجون ‏ في فرنسا. لعب مع أولمبيك مارسيليا ونادي أوكسير ونادي تولوز ونادي لانس ونادي لوريان ونادي لوهافر ونادي موناكو.

## وصلات خارجية
- سيباستيان هامل على موقع رابطة كرة القدم الفرنسية للمحترفين (الإنجليزية)
- سيباستيان هامل على موقع قاعدة بيانات كرة القدم.إي يو (الإنجليزية)
- سيباستيان هامل على موقع بيانات كرة القدم. دي إي (الألمانية)
- سيباستيان هامل على موقع عالم كرة القدم.نت (الإنجليزية)